# サン・ニコラス (ブエノスアイレス)
サン・ニコラス(San Nicolás)は、アルゼンチンの首都ブエノスアイレス自治市にある地区（バリオ）である。コムーナ1に属しており、2001年の調査による人口は33,305人である。
市と国の行政機関の多くはサン・ニコラス地区とモンセラート地区に立地しており、またブエノスアイレスの金融の中心地である。しかし、それらがある区域は一般に「サン・ニコラス地区」ではなく「エル・セントロ」（シティ・センター）と呼ばれ、7月9日大通りの東側の一部は「ミクロセントロ」と呼ばれる。コルドバ通り、カジャオ通り、リバダビア通り、ラ・ラビダ通り、エドゥアルド・マデーロ通りで他地区と隔てられている。

## 歴史

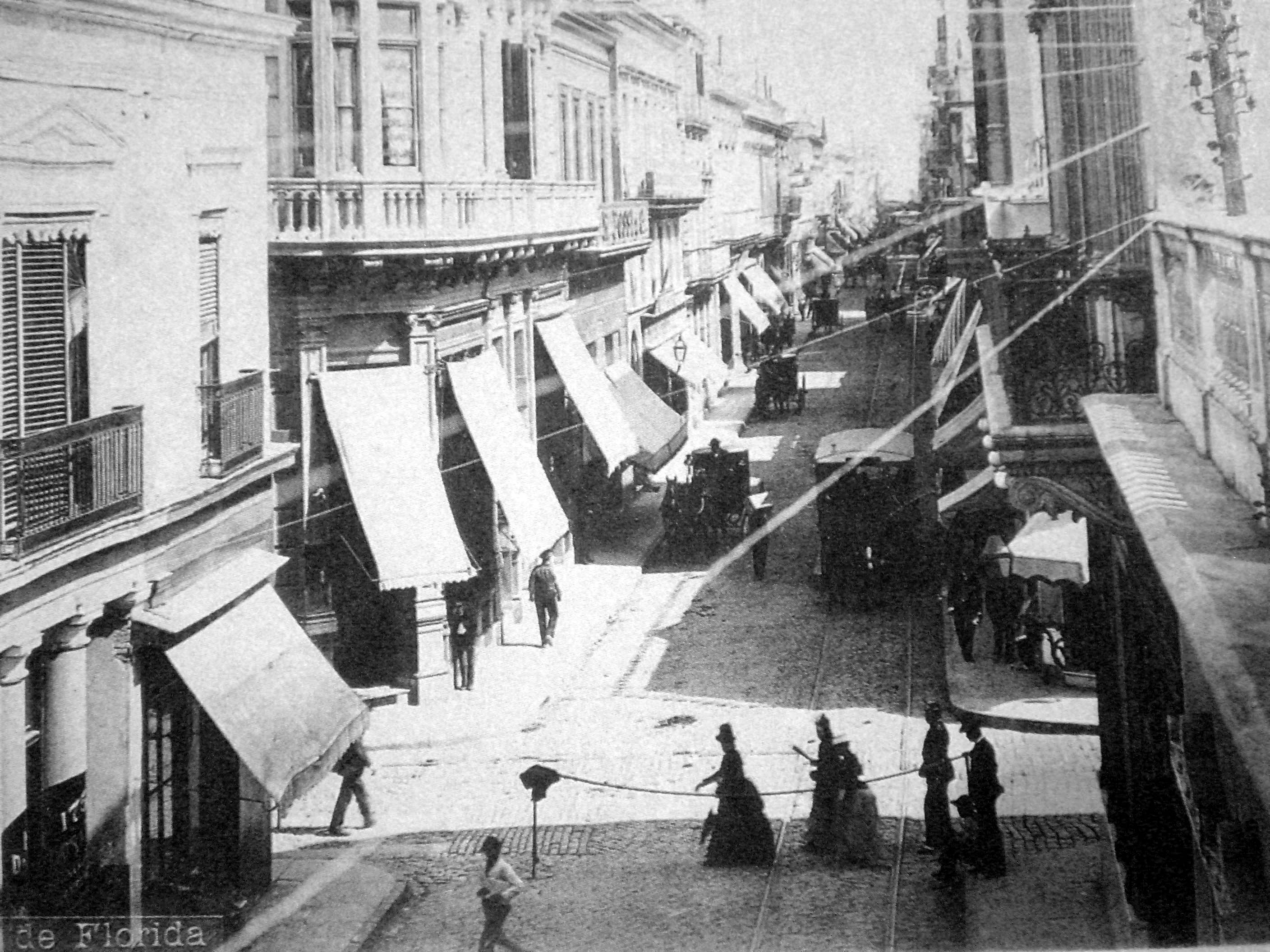
1888年のサン・ニコラス通り。現在でも植民地時代の街区の大部分が残っている。

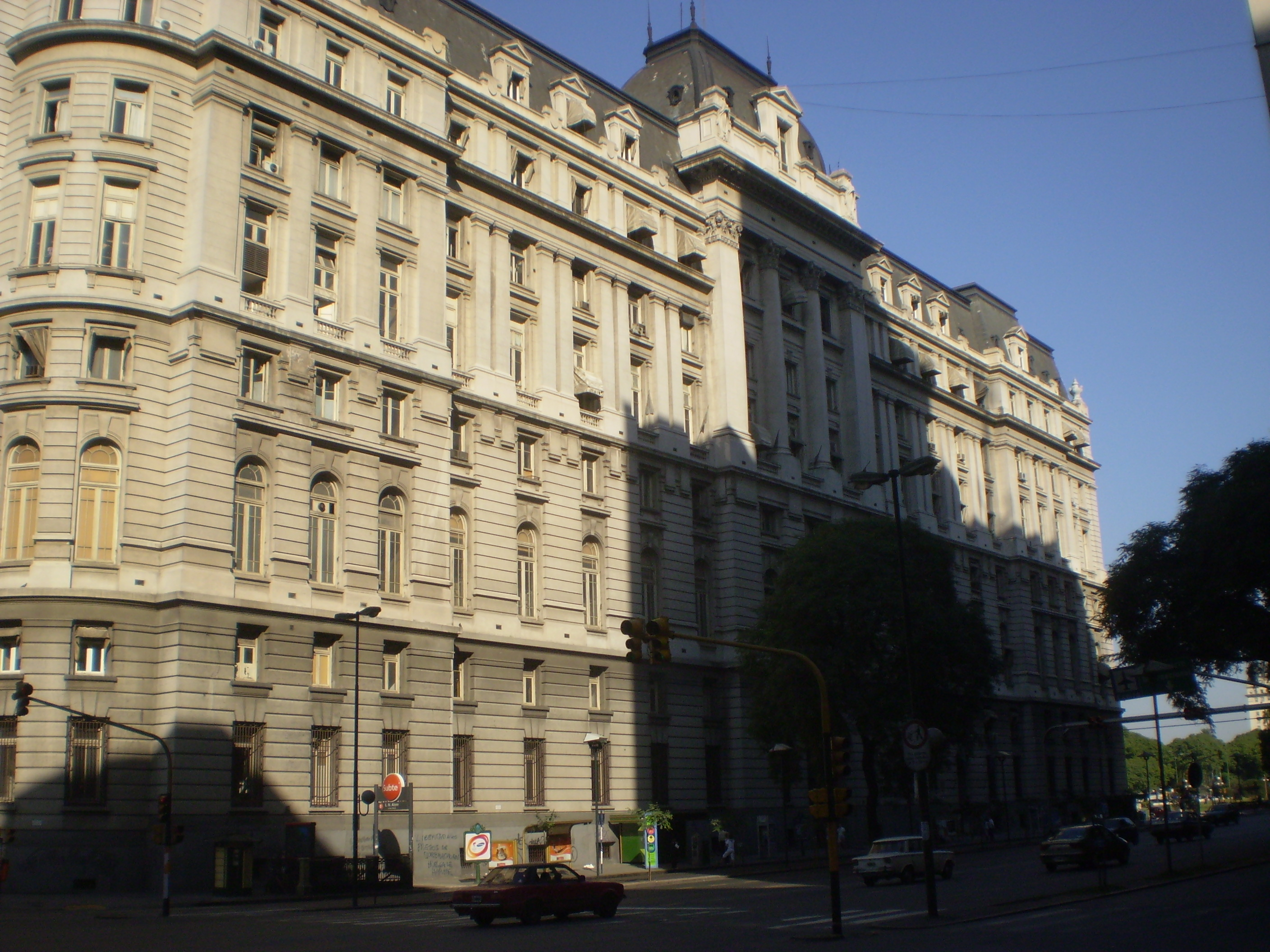
レアンドロ・アレム通りの旧中央郵便局

地区名は1773年に捧げられたサン・ニコラス教区教会から名づけられた。7月9日大通りの建設が始まると教会は取り壊され、現在の場所にはブエノスアイレスのオベリスクが建っている。1791年、後にブエノスアイレス大聖堂となる建物がサン・ニコラス地区内に建設された。リオ・デ・ラ・プラタ副王領の建設後の繁栄により、ブエノスアイレスの商人は1802年にボネオ桟橋を建設し、地区はすぐにブエノスアイレスの主要な海運ターミナルとなった。1794年には地区内に大英帝国の領事館が開館し、イギリス人コミュニティの大きな発展につながると、「イギリス人自治区」として知られるようになった。1810年にはイギリス人商人協会が設立され、1822年には英国領事館の建物がブエノスアイレス初の近代的な銀行となった。地区と大英帝国との商業的なつながりは良好であり、1830年、フアン・マヌエル・デ・ロサス知事は土地を地区に寄贈し、ブエノスアイレスに現存する最古の教会である洗礼者ヨハネ英国国教会が建設された。1836年、成長を続けるアメリカからの移民コミュニティは近隣に初のメソジスト教会を設立した。金融の中心地として地区の重要性が増し、1854年にはブエノスアイレス証券取引所が設立された。サン・ニコラス地区はアルゼンチンの金融の中心地の座を維持し、アルゼンチン最大規模の銀行であるアルゼンチン中央銀行やアルゼンチン国立銀行などの立地によって存在が強調された。1857年にはラテンアメリカ初の鉄道駅が完成し、現在はコロン劇場の対面に駅がある。1875年以降のアルゼンチンの経済の急成長は、サン・ニコラス地区を河岸部の開発に向かわせ、洗濯女に人気のあった河岸の土地はフリオ遊歩道（今日のレアンドロ・アレム通り）となり、中央大砲場などの土地は都市公園となった。
サン・ニコラス地区を走るトロリー馬車の交通網は、1913年のブエノスアイレス地下鉄（南半球初の地下鉄）の完成につながった。1920年代から1930年代にはコロン劇場、セルバンテス劇場などのような有名な施設の建設が続き、ダイアゴナル・ノルテ通りが街路に加えられることにより、ブエノスアイレス中央郵便局のようなランドマークが建設された。この一帯は人気の劇場や映画館が世界でもっとも集中している地区のひとつである。1936年には7月9日大通りの造成によって、おおよそ現在の街区が完成した。プラータ市場やサン・ニコラス教区教会などのような多くの歴史的ランドマークを含む、幅1ブロック分の街区が長さ5ブロックに渡って取り壊され、7月9日大通りの第一段階が建設された。

## 経済
サン・ニコラス地区の東側約2/3はブエノスアイレス中心業務地区(CBD)であり、地区にはアルゼンチンを代表する企業の多くが地区内に本社を置いている。アルゼンチン航空、アルゼンチン国立銀行、マクロ銀行、ブエノスアイレス市立銀行、ラ・ナシオン紙、食品加工業のブンヘ・イ・ボルン、マクリ・グループ、ブエノスアイレス証券取引所などである。また、多くの国際企業のアルゼンチン本部も置かれており、ボストン銀行、ビルバオ・ビスカヤ・アルヘンタリア銀行(BBVA)、シティバンク、ドイツ銀行、HSBCホールディングス、IBM、マイクロソフト、サンタンデール銀行、テチントなどがある。サン・ニコラス地区内にはまた、フロリダ通りの小売地区、ガレリアス・パシフィコ商店街、ルーナ公園、コリエンテス通りの映画館・劇場地区などがある。

## ギャラリー

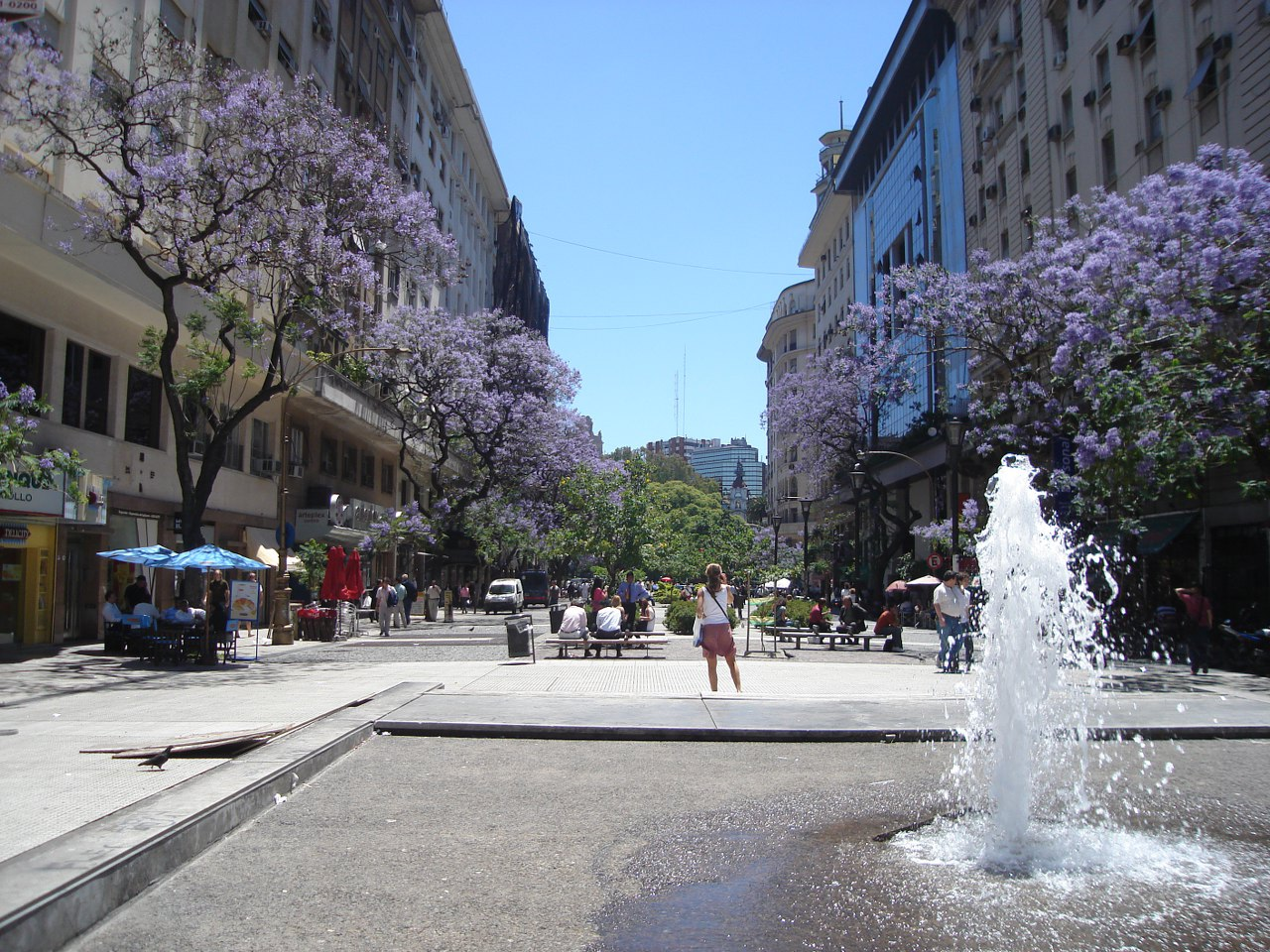
ダイアゴナル・ノルテ通りの歩道
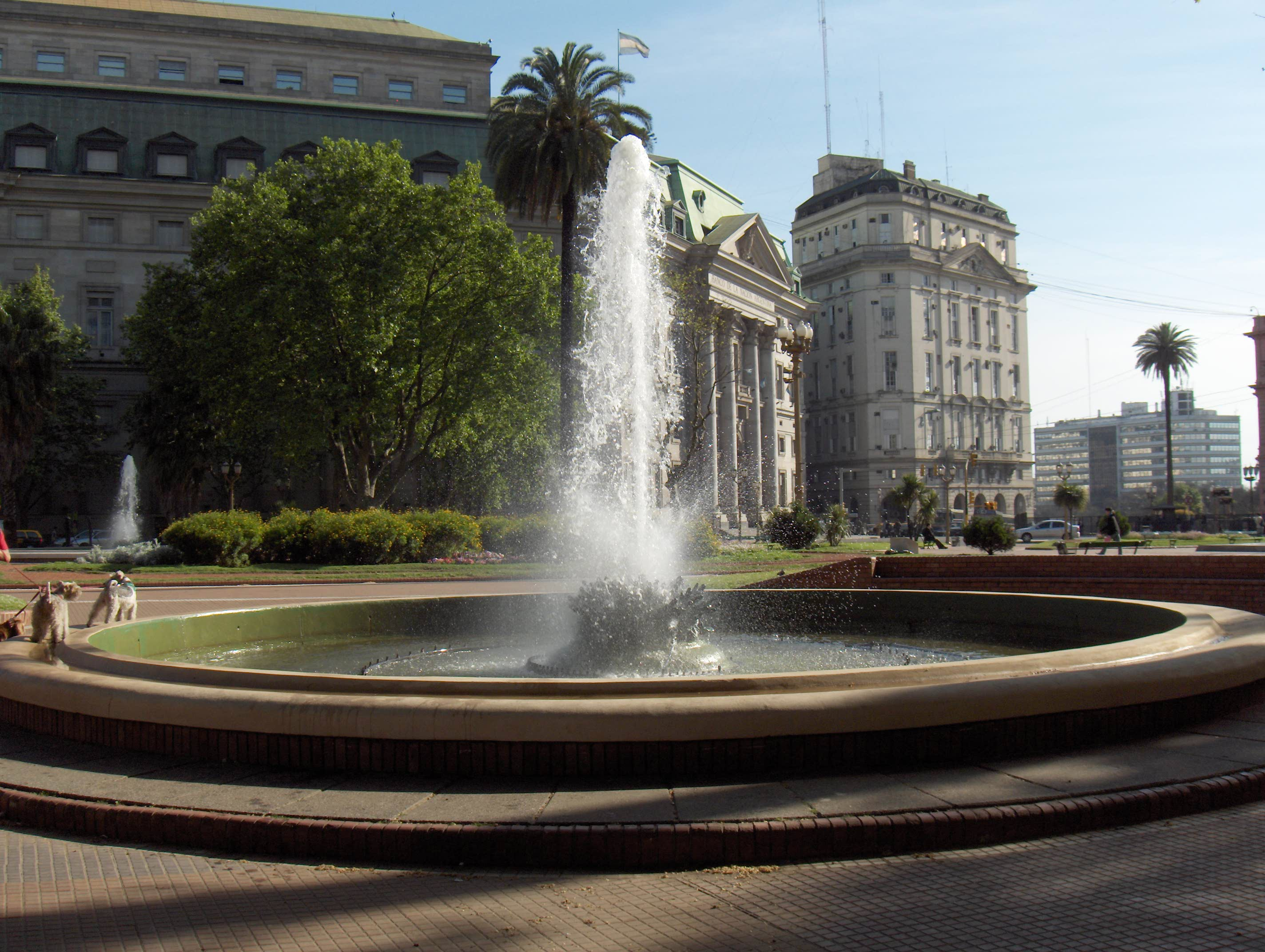
国立銀行と連邦情報局
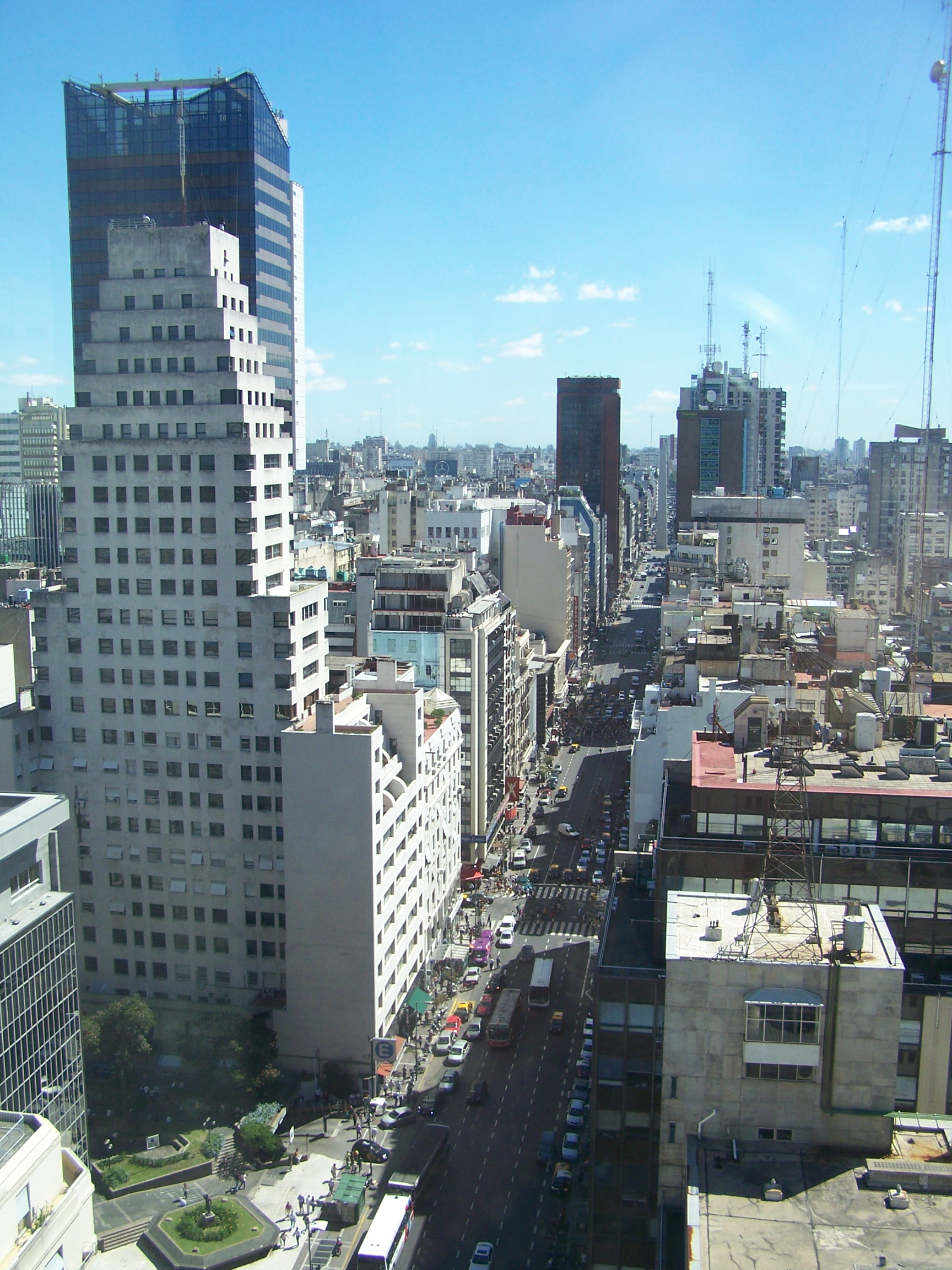
コリエンテス通り
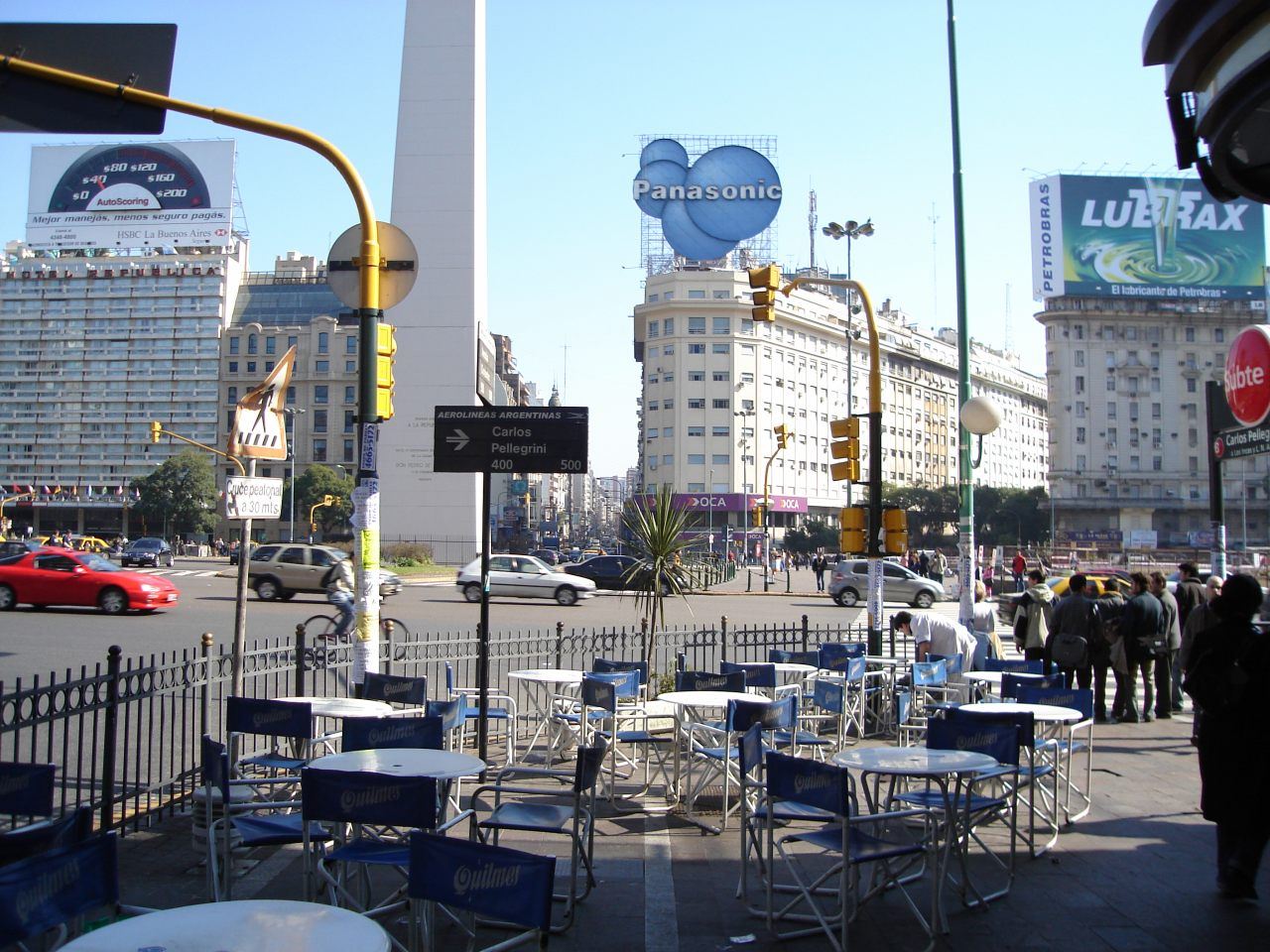
コリエンテス通りと7月9日大通りの角
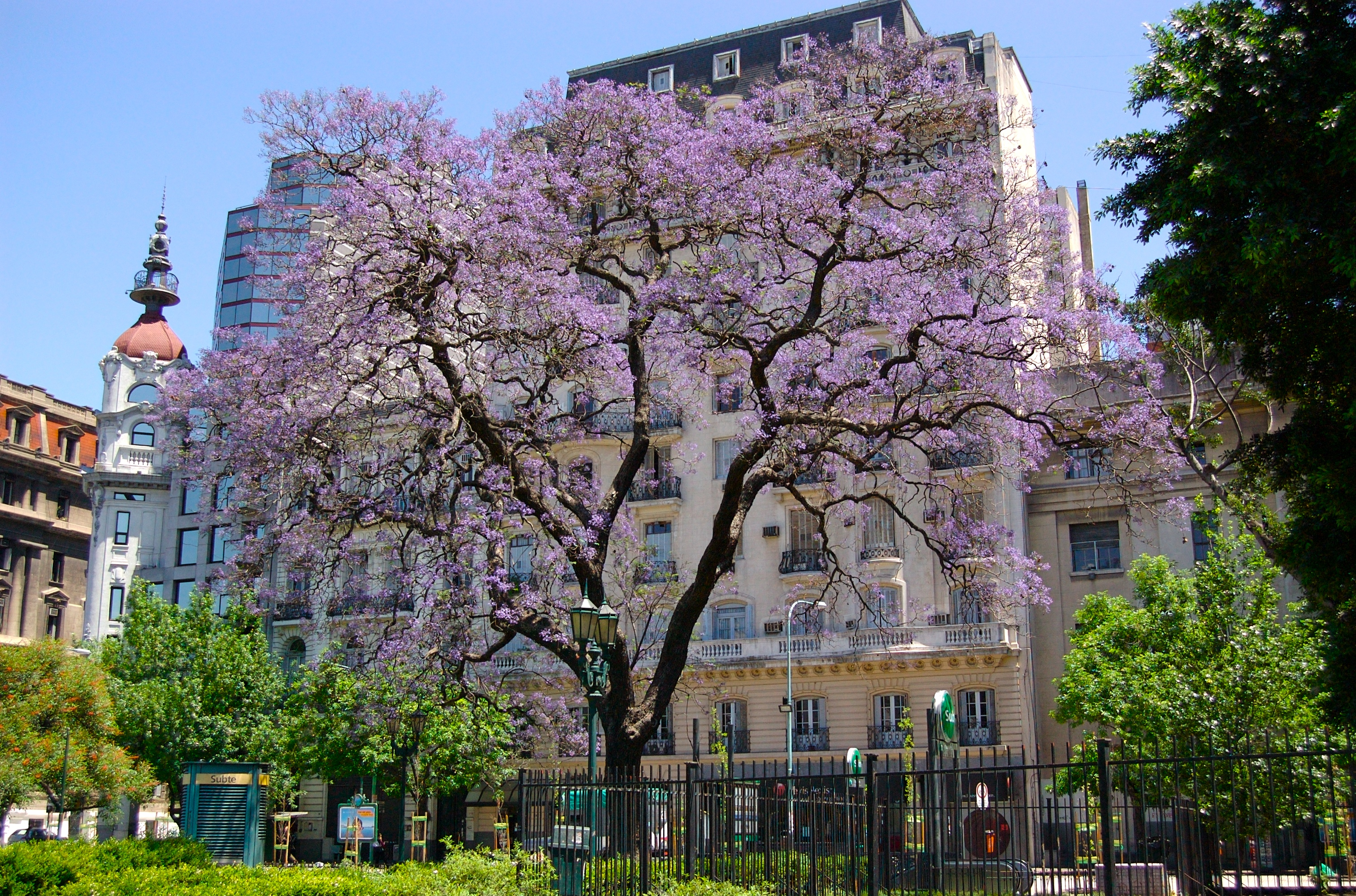
ラバジェ公園のノウゼンカズラ
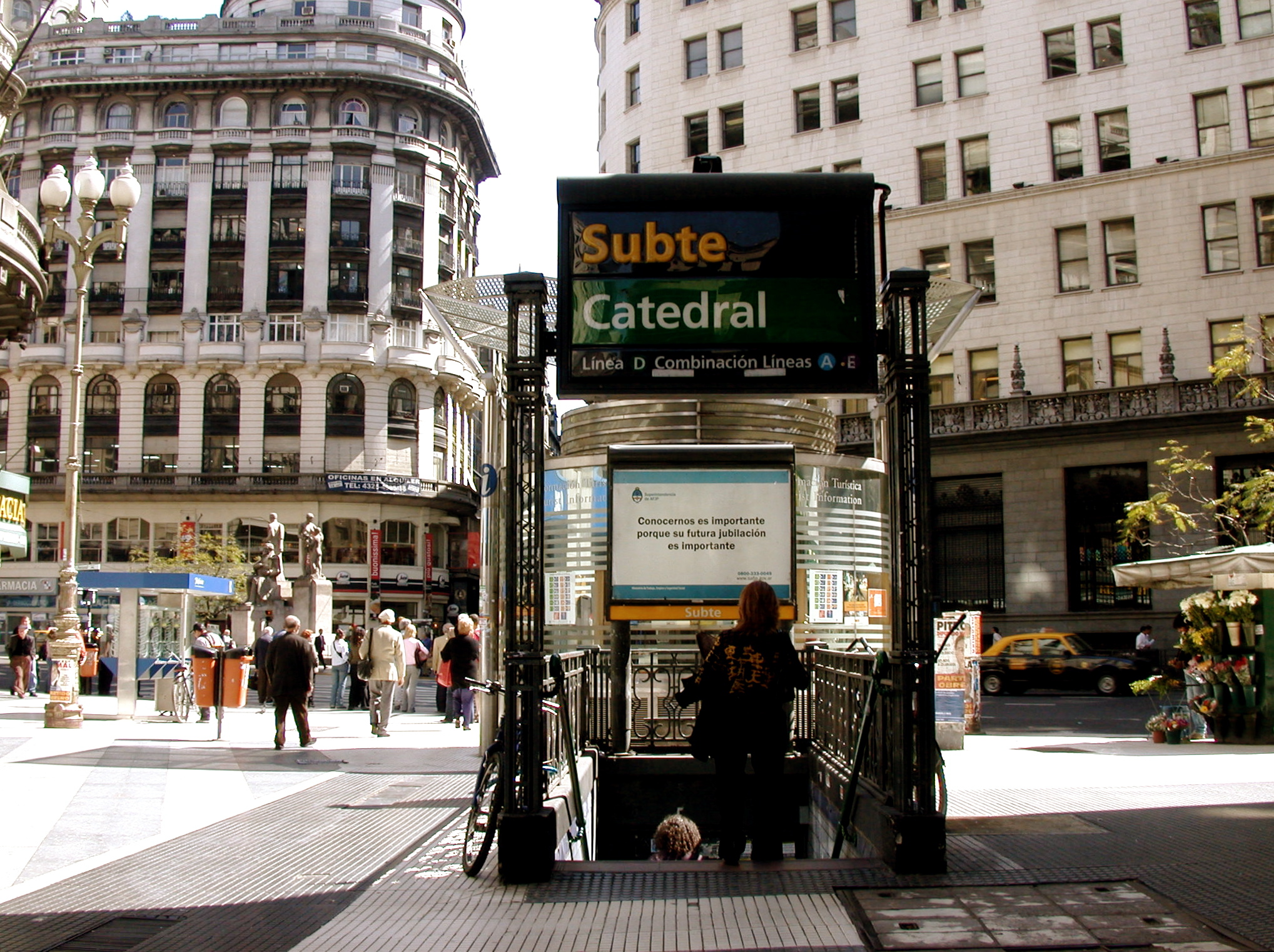
フロリダ通り
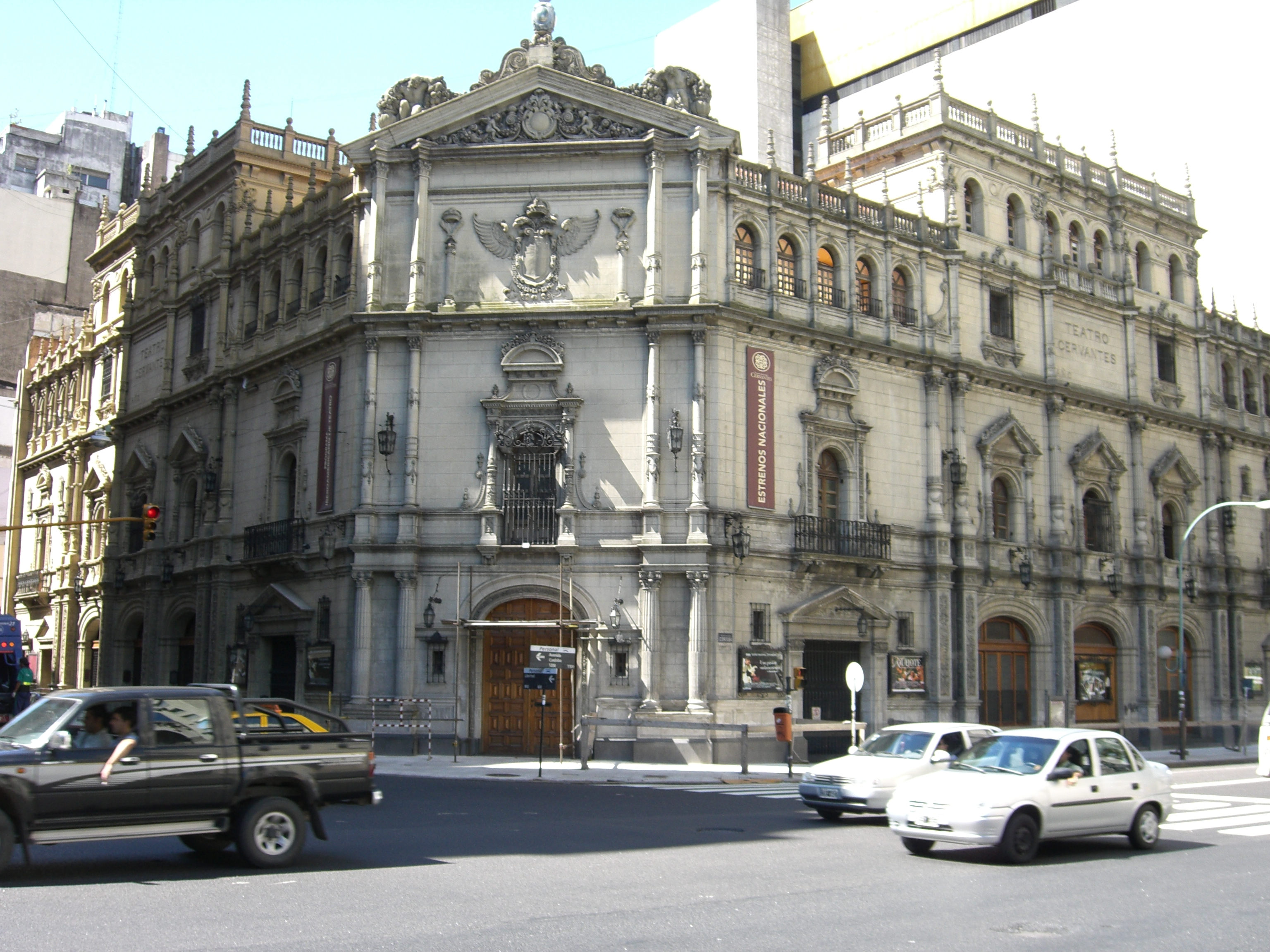
セルバンテス劇場
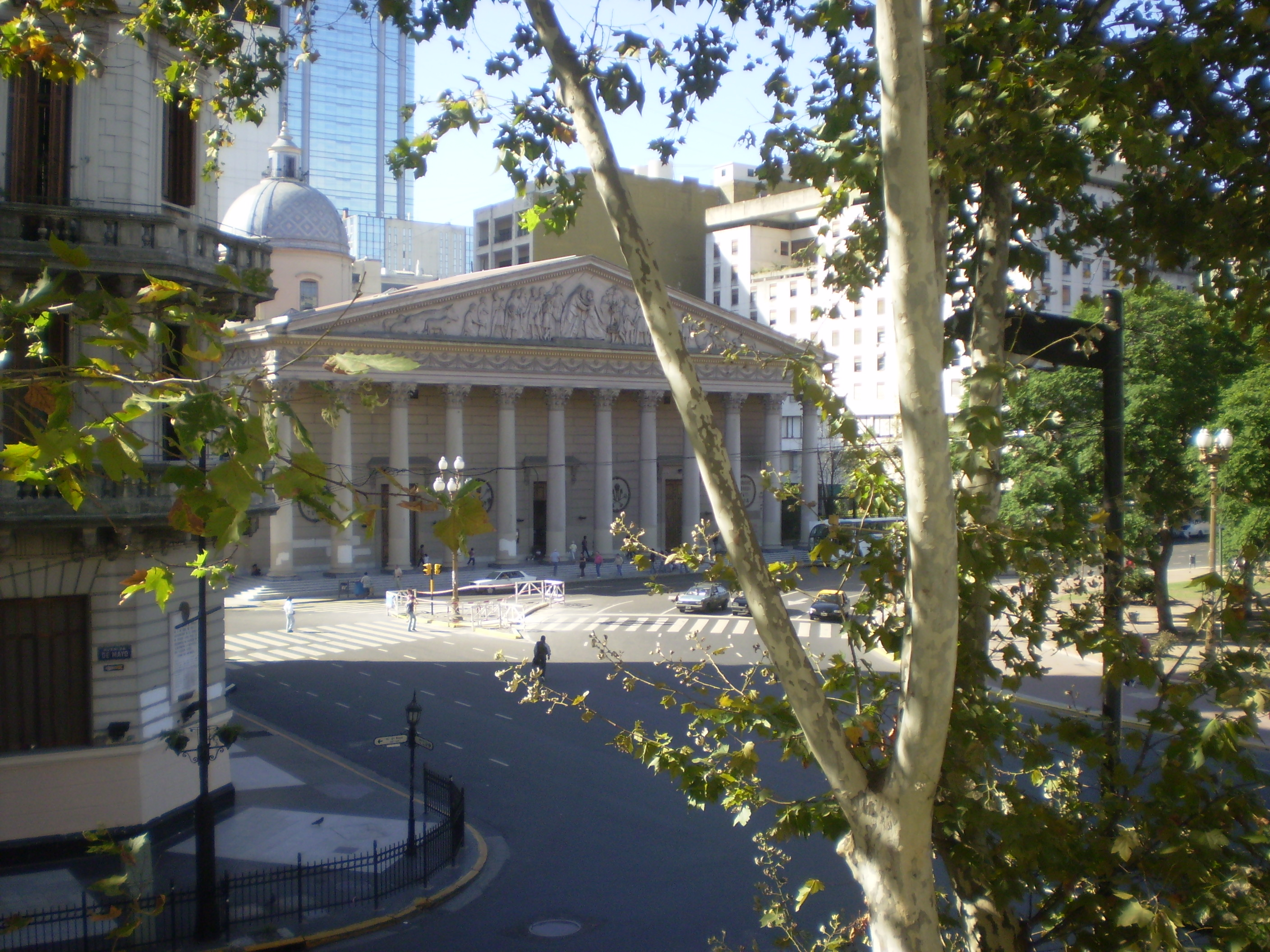
ブエノスアイレス大聖堂
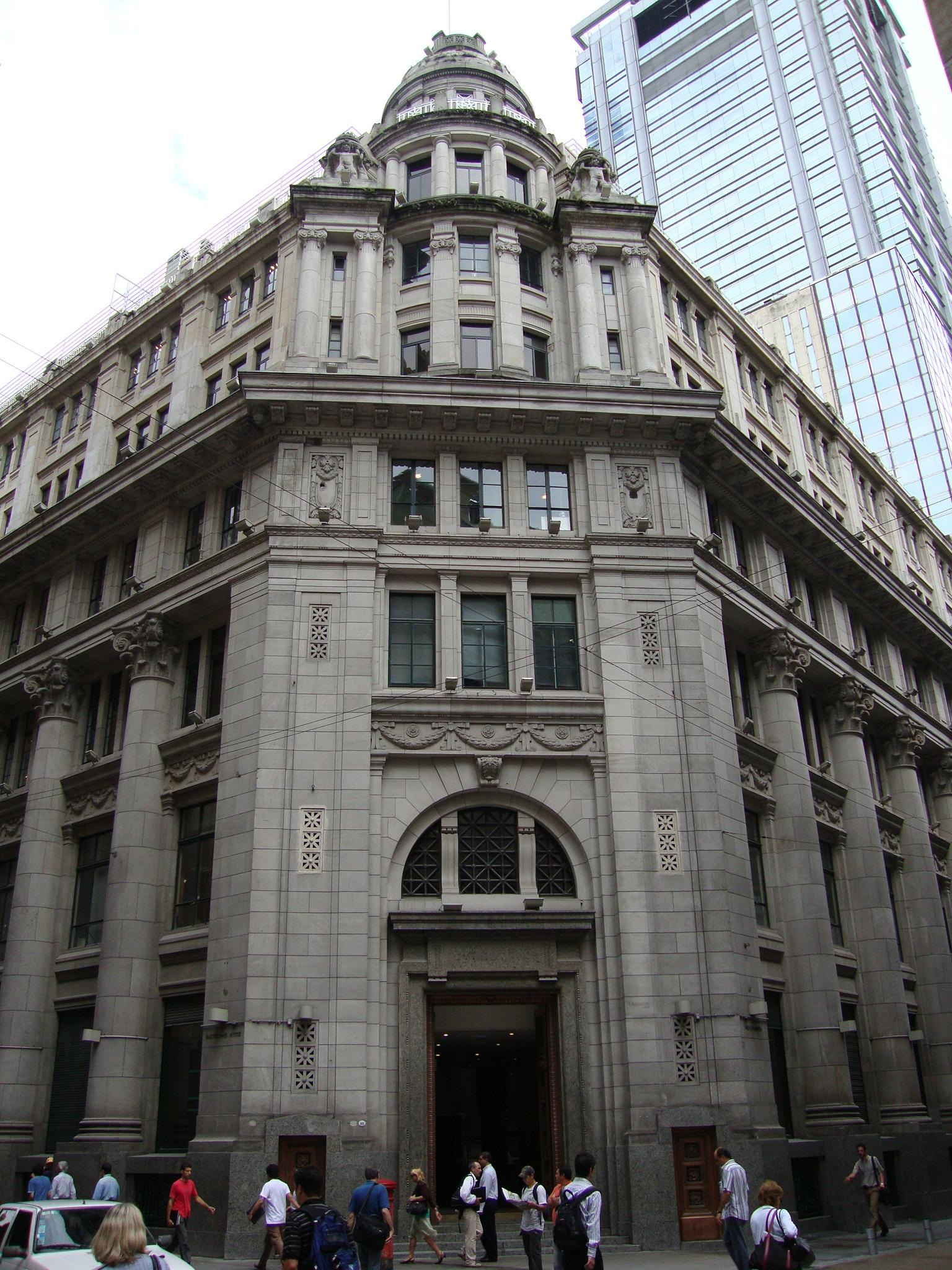
ドイツ大西洋銀行
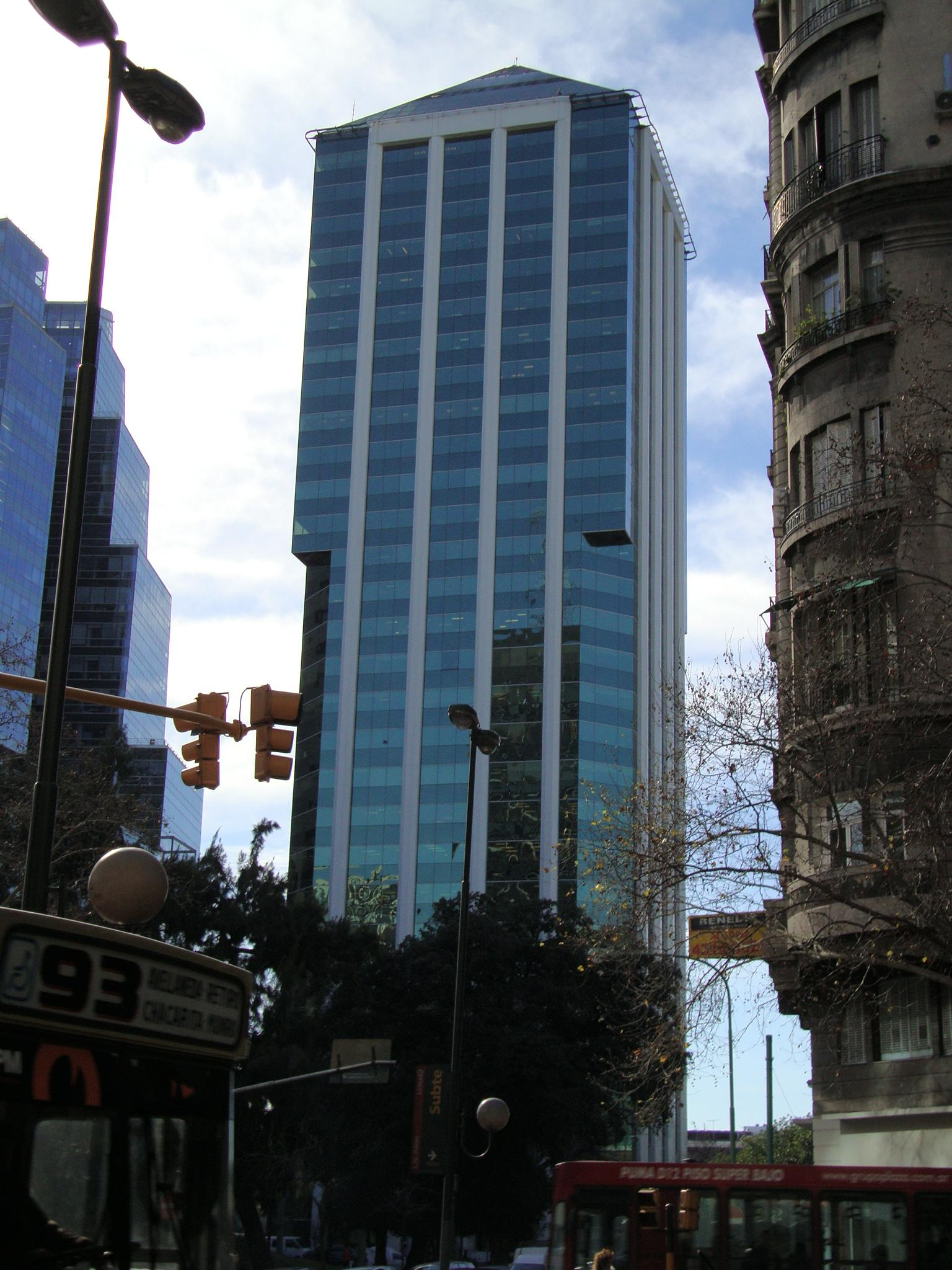
アルゼンチン航空の本社があるトーレ・ボウチャルド
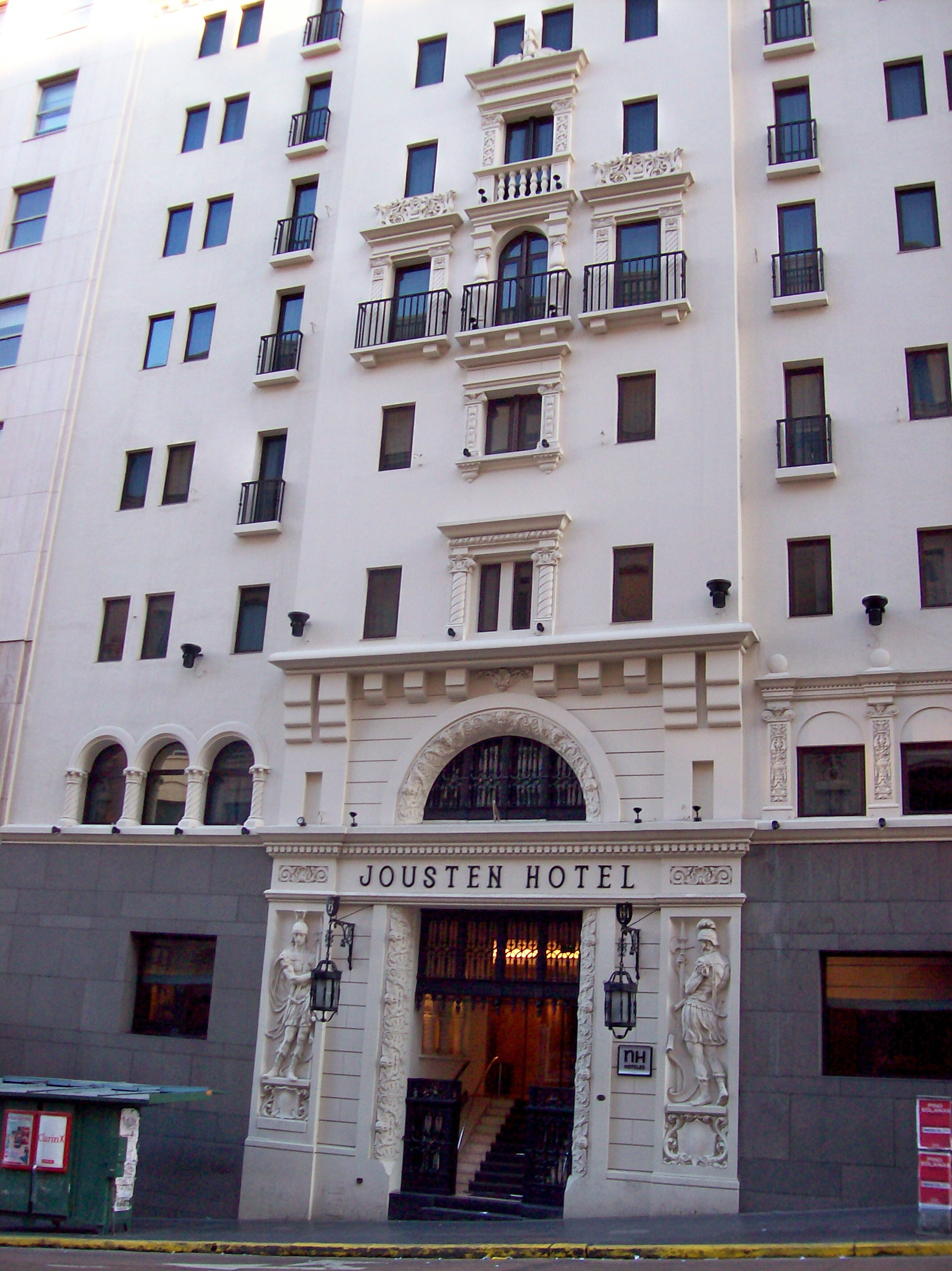
ホウステン・ホテル
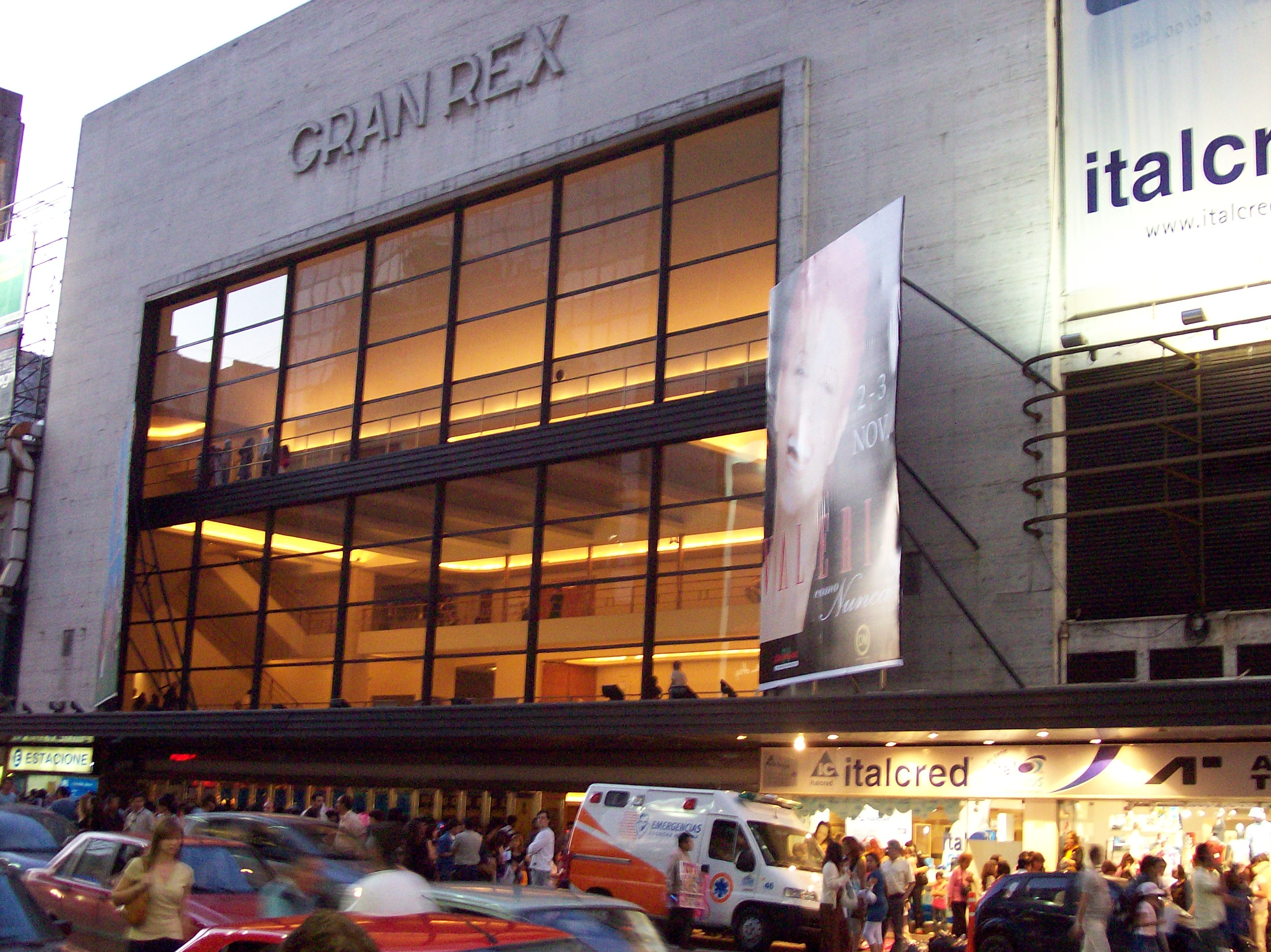
グラン・レックス劇場
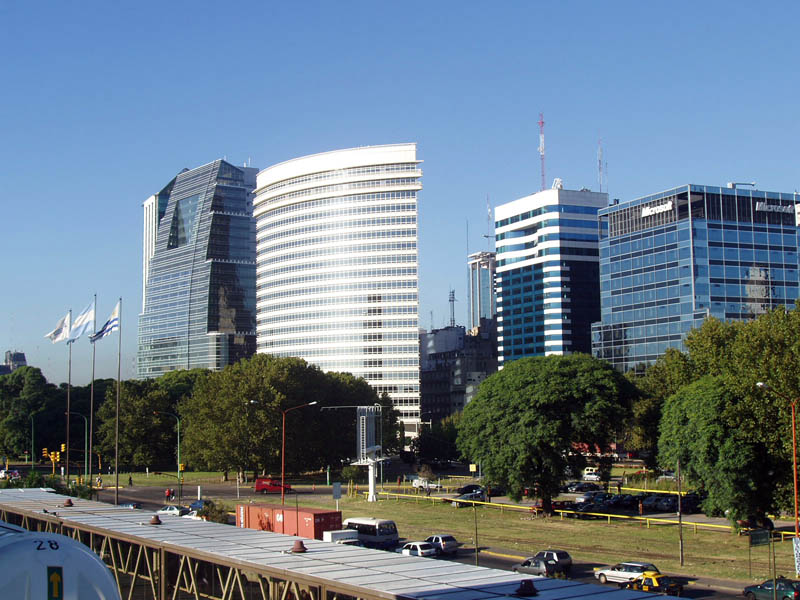
エドゥアルド・マデーロ通り沿いのオフィスビル